# Seznam kubanskih nogometašev
Seznam kubanskih nogometašev.

## D
- Alberto Delgado

## H
- Onel Hernández

## M
- Rey Ángel Martínez